# Oligosoma alani
Oligosoma alani là một loài thằn lằn trong họ Scincidae. Loài này được Robb mô tả khoa học đầu tiên năm 1970.